# Winterbourne Abbas
Winterbourne Abbas – wieś w Anglii, w hrabstwie Dorset. Leży 8 km na zachód od miasta Dorchester i 190 km na południowy zachód od Londynu.